# Grand Prix automobile de Détroit 1986
Résultats du Grand Prix automobile de Détroit de Formule 1 1986 qui a eu lieu sur le circuit urbain de Détroit le 22 juin 1986.

## Classement

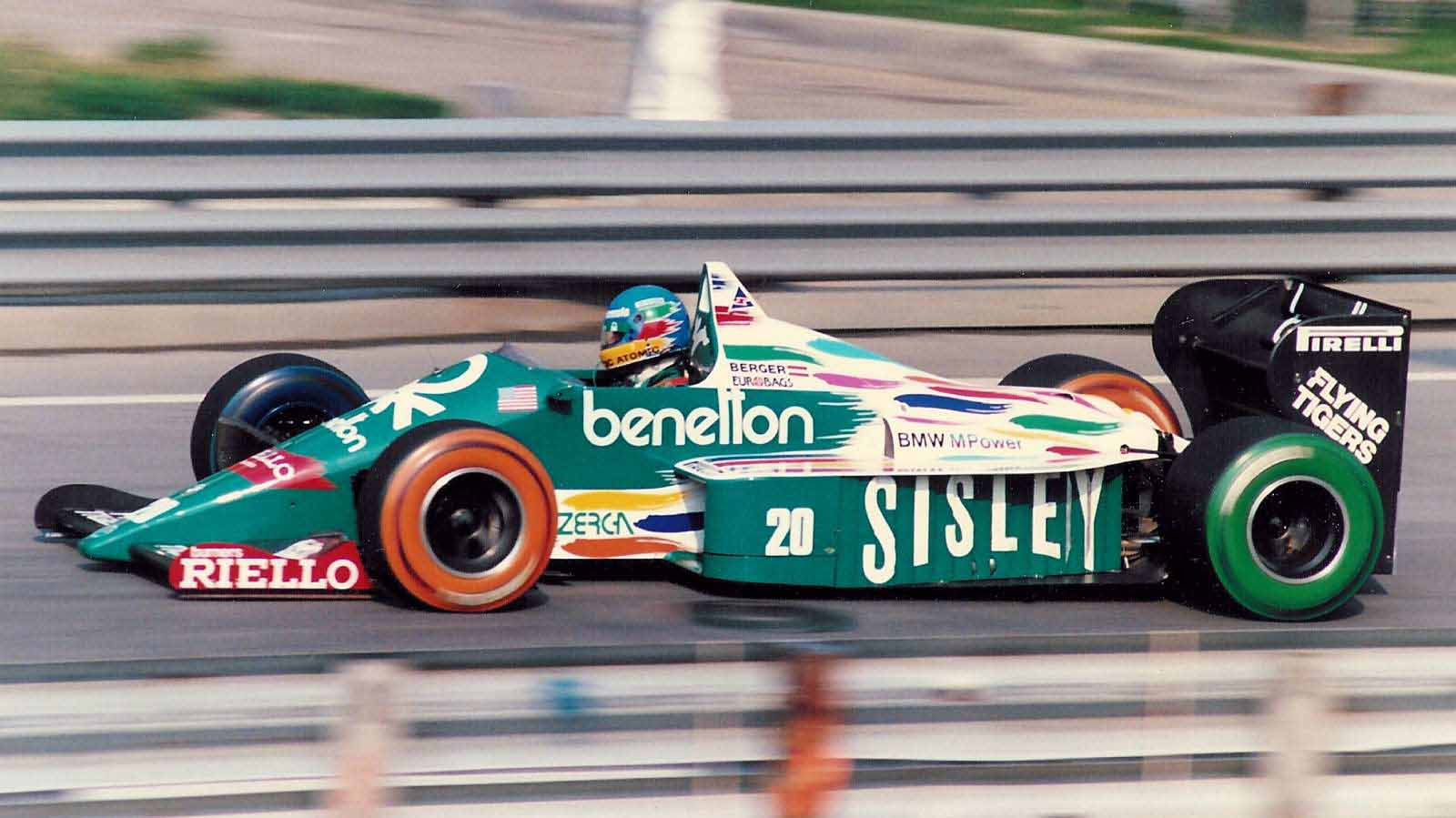
Gerhard Berger pilote une Benetton aux pneus « United Colors » au GP de Détroit 1986

| Pos. | No | Pilote             | Écurie                 | Tours | Temps/Abandon                      | Grille | Points |
| ---- | -- | ------------------ | ---------------------- | ----- | ---------------------------------- | ------ | ------ |
| 1    | 12 | Ayrton Senna       | Lotus-Renault          | 63    | 1 h 51 min 12 s 847 (136,736 km/h) | 1      | 9      |
| 2    | 26 | Jacques Laffite    | Ligier-Renault         | 63    | + 31 s 017                         | 6      | 6      |
| 3    | 1  | Alain Prost        | McLaren-TAG            | 63    | + 31 s 824                         | 7      | 4      |
| 4    | 27 | Michele Alboreto   | Ferrari                | 63    | + 1 min 30 s 936                   | 11     | 3      |
| 5    | 5  | Nigel Mansell      | Williams-Honda         | 62    | + 1 tour                           | 2      | 2      |
| 6    | 7  | Riccardo Patrese   | Brabham-BMW            | 62    | + 1 tour                           | 8      | 1      |
| 7    | 11 | Johnny Dumfries    | Lotus-Renault          | 61    | + 2 tours                          | 14     |        |
| 8    | 14 | Jonathan Palmer    | Zakspeed               | 61    | + 2 tours                          | 20     |        |
| 9    | 4  | Philippe Streiff   | Tyrrell-Renault        | 61    | + 2 tours                          | 18     |        |
| 10   | 8  | Derek Warwick      | Brabham-BMW            | 60    | + 3 tours                          | 15     |        |
| Abd. | 17 | Christian Danner   | Arrows-BMW             | 51    | Panne électrique                   | 19     |        |
| Abd. | 25 | René Arnoux        | Ligier-Renault         | 46    | Collision                          | 4      |        |
| Abd. | 18 | Thierry Boutsen    | Arrows-BMW             | 44    | Collision                          | 13     |        |
| Abd. | 23 | Andrea De Cesaris  | Minardi-Motori Moderni | 43    | Différentiel                       | 23     |        |
| Abd. | 6  | Nelson Piquet      | Williams-Honda         | 41    | Accident                           | 3      |        |
| Abd. | 28 | Stefan Johansson   | Ferrari                | 40    | Alternateur                        | 5      |        |
| Abd. | 19 | Teo Fabi           | Benetton-BMW           | 38    | Boîte de vitesses                  | 17     |        |
| Abd. | 16 | Eddie Cheever      | Lola-Ford              | 37    | Écrou de roue                      | 10     |        |
| Abd. | 15 | Alan Jones         | Lola-Ford              | 33    | Écrou de roue                      | 21     |        |
| Abd. | 22 | Allen Berg         | Osella-Alfa Romeo      | 28    | Panne électrique                   | 25     |        |
| Abd. | 3  | Martin Brundle     | Tyrrell-Renault        | 15    | Panne électrique                   | 16     |        |
| Abd. | 21 | Piercarlo Ghinzani | Osella-Alfa Romeo      | 14    | Turbo                              | 22     |        |
| Abd. | 2  | Keke Rosberg       | McLaren-TAG            | 12    | Transmission                       | 9      |        |
| Abd. | 20 | Gerhard Berger     | Benetton-BMW           | 8     | Allumage                           | 12     |        |
| Abd. | 24 | Alessandro Nannini | Minardi-Motori Moderni | 3     | Turbo                              | 24     |        |
| Abd. | 29 | Huub Rothengatter  | Zakspeed               | 0     | Panne électrique                   | 26     |        |

## Pole position et record du tour
- Pole position : Ayrton Senna en 1 min 38 s 301 (vitesse moyenne : 147,331 km/h).
- Meilleur tour en course : Nelson Piquet en 1 min 41 s 233 au 41e tour (vitesse moyenne : 143,064 km/h).

## Tours en tête
- Ayrton Senna : 32 (1 / 8-13 / 39-63)
- Nigel Mansell : 6 (2-7)
- René Arnoux : 4 (14-17)
- Jacques Laffite : 13 (18-30)
- Nelson Piquet : 8 (31-38)

## À noter
- 4e victoire pour Ayrton Senna.
- 77e victoire pour Lotus en tant que constructeur.
- 20e victoire pour Renault en tant que motoriste.